# رایان فروگان
رایان فرغان (انگلیسی: Ryan Fraughan؛ زادهٔ ۱۱ فوریهٔ ۱۹۹۱) بازیکن فوتبال اهل بریتانیا است.
از باشگاه‌هایی که در آن بازی کرده‌است می‌توان به باشگاه فوتبال استوک‌پورت کانتی، باشگاه فوتبال نیو سنتس، و باشگاه فوتبال ترانمره راورز اشاره کرد.